# Tamga
Ne doit pas être confondu avec Tagma.
Tamga ou Tamgha (turc ottoman : تافتون ; vieux turc : 𐱃𐰢𐰍𐰀 ; mongol : tamga ; turc : damga) est un emblème utilisé depuis l'Antiquité par les nomades d'Eurasie : les vikings ou Varègues, les Scythes et les Sarmates, les Alains, les Mongols, les tatars, les Petchénègues, les Tokhariens et autres peuples turcophones. Cet emblème peut être un monogramme ou bien, par exemple, un Sceau abstrait.

## Tamgas médiévaux

### Empire mongol
Depuis l'époque où les anciennes nations, y compris les nations mongoles se sont développées en groupes distincts, le symbole et les croyances de clan ont vu le jour, et une coutume consistant à distinguer leurs origines et leurs parents a été mise en place.
Par conséquent, lorsque les distributions de travail au sein de clans ont commencé à se développer et les gens ont commencé à gérer une économie, divers tamgas, dessins, notes et consacres ont été utilisés comme un signe d'identification pour les instruments de travail et les services publics ainsi que dans la domestication des animaux.
Chaque fois que le clan dévie à cause d'affrontements internes, le nombre de tamghas augmente progressivement. Il se développe dans une famille, une lignée, un khan, puis devient tamghas d'État. Ces nouveaux tamghas ont été créés par l'ajout de nouvelles marques sur le tamgha original, afin de conserver la tradition.
Tamga ou tamag (mongol cyrillique : тамга, tamga ou plus rarement дамга damga), signifie littéralement un timbre ou sceau dans la langue mongole. Les tamgas sont également utilisés actuellement en Mongolie pour le marquage au fer des animaux domestiques, tels que les chevaux, afin d'identifier à quelle famille appartient le bétail.
À cet égard, chaque famille a ses propres marques de Tamga pour faciliter l'identification. La tamga de marquage n'est pas très élaborée et est juste composée d'un fer courbé pour la différencier de celles d'autres familles.
Le président de Mongolie passe également le « tamag étatique » (sceau de l'État) quand il ou elle engage la passation de pouvoir au nouveau président. Dans ce cas, le tamag ou le sceau est un peu plus complexe et est conservé dans une boîte en bois.

### Peuples turcs

Drapeau du peuple tatar de Crimée, ayant gardé son tamğa traditionnel.

Les Turcs, qui sont restés des peuples nomades pratiquant le pastoralisme, dans l'Est de l'Anatolie et en Iran ont continué à utiliser leurs tamgas de clan, et sont au fil du temps, devenus des images nationalistes très sensibles.
Le Ak Koyunlu et le Kara Koyunlu, comme beaucoup d'autres dynasties royales en Eurasie, mettent leur tamga sur leurs drapeaux et estampillent leur monnaie avec celui-ci.
Pour les Turcs, qui n'ont jamais quitté leur région d'origine, le Turkestan, il est resté encore aujourd'hui ce qu'il était à l'origine, une façon de marquer les bovins et un identificateur de clans.
Parmi les peuples turcs modernes, la tamga est un identificateur de propriété ou de bétail, appartenance à un clan turcique spécifique, généralement comme un signe de marquage ou un sceau (emblème).
Lorsque les clans turcs se sont majoritairement urbanisés le tamgas a été abandonné dans son utilisation pastorale et les modes de vie nomades oubliés. Cela est surtout visible dans les clans turcs qui ont pris le contrôle de l'Ouest et de l'Est de l'Anatolie après la bataille de Manzikert.
Les Turcs qui ont pris contrôle de l'Ouest de l'Anatolie ont fondé le sultanat de Roum et sont passés à une aristocratie de style romain. La plupart d'entre eux a adopté à cette époque, le symbole musulman du sceau de Salomon, jusqu'à ce que le sultanat se désagrége sous l'effet des rébellions ghazis (Candar, Karamanides).
Seul l'État ottoman de Ghazi (qui deviendra plus tard l'Empire ottoman) a gardé son drapeau à tamga. Il fut remanié et stylisé, l'arc a été progressivement transformé et tourné pour finalement former un croissant de lune.
Les tamgas des vingt-deux tribus oghouzes d'après Mahmoud de Kachgar dans son Recueil des langues turques :

Kınık
Kayı
Bayandur
Iwa (Yiwa)
Salur
Afshar
Begtili
Bugduz
Bayat
Yazigir
Eymur
Каraboluk
Аlkaboluk
Igdir
Uregir (Yüregir)
Tutirka
Ulayundlug
Tokar
Bechenek
Chuvaldar
Chepni
Charuklug

## Europe de l'Est

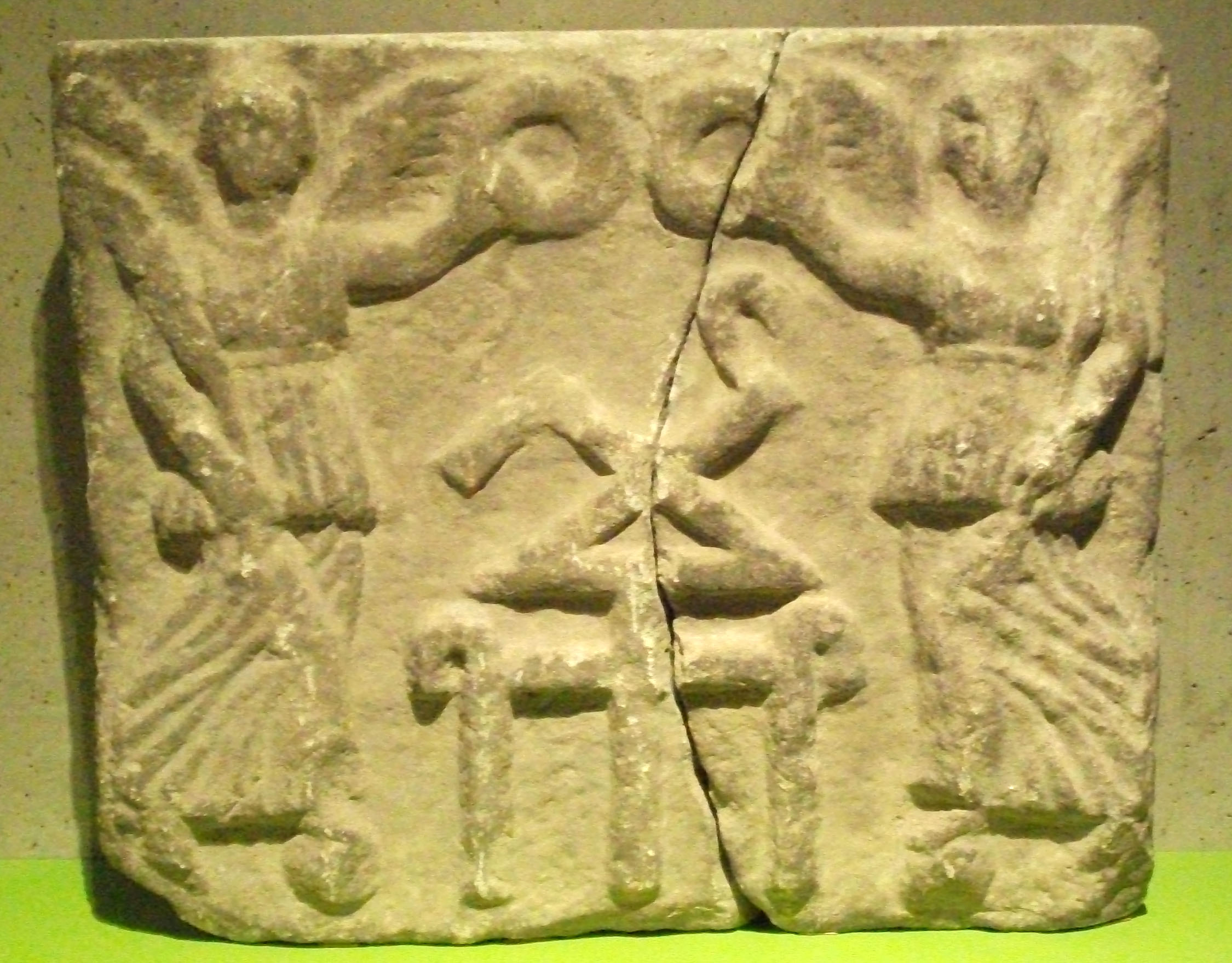
Tamga du roi Eupator du Bosphore, couronné par deux victoires. Le relief remonte au IIe siècle.

En Russie, le terme tamga (тамга) a perduré dans l'institution des douanes frontalières et certifications étatiques ainsi que les notions y associées : le nominatif tamojnya (таможня, "douane"), la personnification tamojnik (таможник, "agent des douanes"), l'infinitif rastamojit (растаможить, "payer des droits de douane").

## Empires islamiques
À la fin du Moyen Âge dans les États turco-mongols, le terme tamga désigne tout type de cachet officiel. Cet usage persiste dans les empires islamiques (Empire ottoman, Empire moghol) jusque dans certains États modernes. Le terme vient du turco-monghol Damga resmi.
En ourdou, le terme Tamgha désigne la médaille. Ainsi Tamgha-i-Jurat est la 4e plus haute distinction militaire du Pakistan, Tamgha-i-Imtiaz ou Tamgha-e-Imtiaz (ourdou : تمغہ امتیاز) est la médaille d'excellence, 4e plus haute distinction décernée par le gouvernement du Pakistan pour hauts faits civils ou militaires. Tamgha-i-Khidmat ou Tamgha-e-Khidmat (ourdou : تمغہءخدمت) étant la même médaille au 7e plus haute degré de distinction décernée.
En Égypte, le terme damgha (arabe : دمغة) ou  tamgha  (تمغة) est utilisé dans plusieurs contextes. La premier est une taxe sur des frais d'actes et documents officiels, principalement sous la forme de frais de timbres gouvernementaux y apposés: permis de conduire, immatriculation d'une société etc.
Le terme désigne aussi la certification des bijoux faits d'or ou d'argent.